# Белый Яр (посёлок, Ачинский район)
Бе́лый Яр — посёлок в Ачинском районе Красноярского края России. Входит в состав Белоярского сельсовета.

## География
Посёлок находится на расстоянии 21 км к западу от города Ачинск, административного центра района.

## Население
| 1989 | 2002 | 2010 |
| ---- | ---- | ---- |
| 355  | ↘349 | ↘300 |

### Гендерный состав
По данным переписи населения 2010 года, в посёлке проживало 300 человек (138 мужчин и 162 женщины).